# Kazimierz Górecki
Kazimierz Górecki, född den 17 januari 1954 i Strączno, Polen, död 26 juni 1977, var en polsk kanotist.
Han tog bland annat VM-brons i K-1 4 x 500 meter i samband med sprintvärldsmästerskapen i kanotsport 1974 i Mexico City.